# Цьверце
Цьверце (пол. Ćwiercie, нім. Schwärze) — село в Польщі, у гміні Вальце Крапковицького повіту Опольського воєводства.
Населення — 54 особи (2011).

## Демографія
Демографічна структура станом на 31 березня 2011 року:
|          | Загалом | Допрацездатний вік | Працездатний вік | Постпрацездатний вік |
| -------- | ------- | ------------------ | ---------------- | -------------------- |
| Чоловіки | 27      | 6                  | 19               | 2                    |
| Жінки    | 27      | 3                  | 19               | 5                    |
| Разом    | 54      | 9                  | 38               | 7                    |